# Liste der Gemarkungen im Landkreis Freudenstadt
Die Liste der Gemarkungen im Landkreis Freudenstadt umfasst die aktuellen Gemarkungen im baden-württembergischen Landkreis Freudenstadt nach den Angaben des Landesamtes für Geoinformation und Landentwicklung.
| Nr.    | Gemarkung           | AGS      | Gemeinde                 | Fläche ha | Bevölkerung Zensus 2011-05-09 | WGS84                       |
| ------ | ------------------- | -------- | ------------------------ | --------- | ----------------------------- | --------------------------- |
| 084340 | Baiersbronn         | 08237004 | Baiersbronn              | 13788,47  | 10131                         | 48° 31′ 59″ N, 8° 18′ 7″ O  |
| 084341 | Huzenbach           | 08237004 | Baiersbronn              | 1343,85   | 709                           | 48° 34′ 50″ N, 8° 22′ 24″ O |
| 084342 | Klosterreichenbach  | 08237004 | Baiersbronn              | 1766,77   | 2234                          | 48° 32′ 1″ N, 8° 23′ 48″ O  |
| 084343 | Röt                 | 08237004 | Baiersbronn              | 1128,35   | 743                           | 48° 33′ 42″ N, 8° 23′ 37″ O |
| 084344 | Schwarzenberg       | 08237004 | Baiersbronn              | 915,3     | 790                           | 48° 36′ 22″ N, 8° 23′ 4″ O  |
| 084350 | Besenfeld           | 08237073 | Seewald                  | 2185,21   | 1133                          | 48° 35′ 41″ N, 8° 25′ 44″ O |
| 084351 | Erzgrube            | 08237073 | Seewald                  | 460,52    | 173                           | 48° 32′ 15″ N, 8° 28′ 52″ O |
| 084352 | Göttelfingen        | 08237073 | Seewald                  | 1855,37   | 610                           | 48° 35′ 32″ N, 8° 27′ 10″ O |
| 084353 | Hochdorf            | 08237073 | Seewald                  | 1341,55   | 308                           | 48° 34′ 48″ N, 8° 29′ 41″ O |
| 084360 | Freudenstadt        | 08237028 | Freudenstadt             | 3868,89   | 15880                         | 48° 27′ 39″ N, 8° 22′ 21″ O |
| 084361 | Dietersweiler       | 08237028 | Freudenstadt             | 933,44    | 2191                          | 48° 26′ 51″ N, 8° 27′ 6″ O  |
| 084362 | Grüntal             | 08237028 | Freudenstadt             | 688,25    | 1005                          | 48° 29′ 28″ N, 8° 26′ 58″ O |
| 084363 | Igelsberg           | 08237028 | Freudenstadt             | 941,52    | 248                           | 48° 32′ 30″ N, 8° 26′ 42″ O |
| 084364 | Untermusbach        | 08237028 | Freudenstadt             | 1327,67   | 762                           | 48° 30′ 34″ N, 8° 27′ 24″ O |
| 084365 | Wittlensweiler      | 08237028 | Freudenstadt             | 980,63    | 2101                          | 48° 28′ 41″ N, 8° 26′ 7″ O  |
| 084375 | Rippoldsau          | 08237075 | Bad Rippoldsau-Schapbach | 3493,25   | 916                           | 48° 26′ 17″ N, 8° 18′ 35″ O |
| 084376 | Schapbach           | 08237075 | Bad Rippoldsau-Schapbach | 3815,89   | 1342                          | 48° 23′ 31″ N, 8° 17′ 1″ O  |
| 084385 | Grömbach            | 08237032 | Grömbach                 | 1217,4    | 654                           | 48° 33′ 59″ N, 8° 31′ 47″ O |
| 084390 | Wörnersberg         | 08237072 | Wörnersberg              | 347,53    | 236                           | 48° 33′ 39″ N, 8° 33′ 47″ O |
| 084400 | Pfalzgrafenweiler   | 08237054 | Pfalzgrafenweiler        | 1001,09   | 4340                          | 48° 31′ 38″ N, 8° 34′ 10″ O |
| 084401 | Bösingen            | 08237054 | Pfalzgrafenweiler        | 706,37    | 1035                          | 48° 32′ 12″ N, 8° 35′ 54″ O |
| 084402 | Durrweiler          | 08237054 | Pfalzgrafenweiler        | 626,21    | 569                           | 48° 31′ 10″ N, 8° 31′ 56″ O |
| 084403 | Edelweiler          | 08237054 | Pfalzgrafenweiler        | 734,73    | 214                           | 48° 32′ 35″ N, 8° 31′ 43″ O |
| 084404 | Herzogsweiler       | 08237054 | Pfalzgrafenweiler        | 656,62    | 683                           | 48° 30′ 28″ N, 8° 31′ 2″ O  |
| 084405 | Kälberbronn         | 08237054 | Pfalzgrafenweiler        | 632,22    | 241                           | 48° 31′ 54″ N, 8° 29′ 55″ O |
| 084415 | Cresbach            | 08237074 | Waldachtal               | 559,12    | 862                           | 48° 30′ 5″ N, 8° 33′ 53″ O  |
| 084416 | Hörschweiler        | 08237074 | Waldachtal               | 548,43    | 688                           | 48° 28′ 49″ N, 8° 33′ 14″ O |
| 084417 | Lützenhardt         | 08237074 | Waldachtal               | 116,25    | 1379                          | 48° 29′ 23″ N, 8° 34′ 5″ O  |
| 084418 | Salzstetten         | 08237074 | Waldachtal               | 1212,79   | 1791                          | 48° 29′ 32″ N, 8° 36′ 18″ O |
| 084419 | Tumlingen           | 08237074 | Waldachtal               | 547,23    | 1054                          | 48° 28′ 19″ N, 8° 34′ 51″ O |
| 084430 | Dornstetten         | 08237019 | Dornstetten              | 1243,8    | 4717                          | 48° 28′ 29″ N, 8° 30′ 58″ O |
| 084431 | Aach                | 08237019 | Dornstetten              | 389,28    | 1348                          | 48° 27′ 59″ N, 8° 28′ 35″ O |
| 084432 | Hallwangen          | 08237019 | Dornstetten              | 784,29    | 1858                          | 48° 29′ 40″ N, 8° 29′ 43″ O |
| 084440 | Schopfloch          | 08237061 | Schopfloch               | 667,35    | 1511                          | 48° 27′ 30″ N, 8° 32′ 53″ O |
| 084441 | Oberiflingen        | 08237061 | Schopfloch               | 372,16    | 683                           | 48° 25′ 16″ N, 8° 33′ 43″ O |
| 084442 | Unteriflingen       | 08237061 | Schopfloch               | 662,46    | 438                           | 48° 25′ 0″ N, 8° 32′ 55″ O  |
| 084450 | Glatten             | 08237030 | Glatten                  | 841,16    | 1912                          | 48° 26′ 46″ N, 8° 30′ 17″ O |
| 084451 | Böffingen           | 08237030 | Glatten                  | 386,03    | 262                           | 48° 26′ 6″ N, 8° 31′ 41″ O  |
| 084452 | Neuneck             | 08237030 | Glatten                  | 323,29    | 239                           | 48° 24′ 42″ N, 8° 31′ 35″ O |
| 084460 | Eutingen            | 08237027 | Eutingen im Gäu          | 1425,77   | 2214                          | 48° 28′ 36″ N, 8° 44′ 19″ O |
| 084461 | Göttelfingen        | 08237027 | Eutingen im Gäu          | 398,46    | 911                           | 48° 29′ 48″ N, 8° 45′ 23″ O |
| 084462 | Rohrdorf            | 08237027 | Eutingen im Gäu          | 537,93    | 742                           | 48° 28′ 10″ N, 8° 46′ 33″ O |
| 084463 | Weitingen           | 08237027 | Eutingen im Gäu          | 915,83    | 1647                          | 48° 27′ 35″ N, 8° 47′ 30″ O |
| 084470 | Horb                | 08237040 | Horb am Neckar           | 1174,31   | 5492                          | 48° 27′ 3″ N, 8° 40′ 45″ O  |
| 084471 | Ahldorf             | 08237040 | Horb am Neckar           | 591,25    | 844                           | 48° 26′ 17″ N, 8° 44′ 53″ O |
| 084472 | Altheim             | 08237040 | Horb am Neckar           | 1034,99   | 1664                          | 48° 28′ 19″ N, 8° 38′ 15″ O |
| 084473 | Betra               | 08237040 | Horb am Neckar           | 807,4     | 1235                          | 48° 24′ 34″ N, 8° 39′ 47″ O |
| 084474 | Bildechingen        | 08237040 | Horb am Neckar           | 537,36    | 2184                          | 48° 27′ 57″ N, 8° 42′ 23″ O |
| 084475 | Bittelbronn         | 08237040 | Horb am Neckar           | 409,18    | 690                           | 48° 26′ 43″ N, 8° 35′ 21″ O |
| 084476 | Dettensee           | 08237040 | Horb am Neckar           | 290,92    | 554                           | 48° 25′ 8″ N, 8° 43′ 26″ O  |
| 084477 | Dettingen           | 08237040 | Horb am Neckar           | 1032,97   | 1547                          | 48° 24′ 51″ N, 8° 37′ 32″ O |
| 084478 | Dettlingen          | 08237040 | Horb am Neckar           | 436,07    | 366                           | 48° 26′ 27″ N, 8° 33′ 53″ O |
| 084479 | Dießen              | 08237040 | Horb am Neckar           | 868,52    | 431                           | 48° 25′ 18″ N, 8° 35′ 34″ O |
| 084480 | Grünmettstetten     | 08237040 | Horb am Neckar           | 750,42    | 849                           | 48° 27′ 17″ N, 8° 36′ 36″ O |
| 084481 | Ihlingen            | 08237040 | Horb am Neckar           | 141,06    | 427                           | 48° 25′ 53″ N, 8° 39′ 5″ O  |
| 084482 | Isenburg            | 08237040 | Horb am Neckar           | 222,3     | 352                           | 48° 25′ 13″ N, 8° 41′ 1″ O  |
| 084483 | Mühlen              | 08237040 | Horb am Neckar           | 497,13    | 1017                          | 48° 27′ 4″ N, 8° 43′ 54″ O  |
| 084484 | Mühringen           | 08237040 | Horb am Neckar           | 445,21    | 949                           | 48° 25′ 12″ N, 8° 45′ 14″ O |
| 084485 | Nordstetten         | 08237040 | Horb am Neckar           | 787,75    | 2384                          | 48° 25′ 52″ N, 8° 42′ 17″ O |
| 084486 | Obertalheim         | 08237040 | Horb am Neckar           | 548,5     | 1394                          | 48° 29′ 14″ N, 8° 39′ 23″ O |
| 084487 | Rexingen            | 08237040 | Horb am Neckar           | 714,27    | 1261                          | 48° 26′ 34″ N, 8° 38′ 28″ O |
| 084488 | Untertalheim        | 08237040 | Horb am Neckar           | 633,3     | 1186                          | 48° 29′ 32″ N, 8° 40′ 30″ O |
| 084500 | Empfingen           | 08237024 | Empfingen                | 1310,52   | 3285                          | 48° 23′ 45″ N, 8° 42′ 50″ O |
| 084501 | Wiesenstetten       | 08237024 | Empfingen                | 514,27    | 595                           | 48° 24′ 7″ N, 8° 44′ 48″ O  |
| 084510 | Loßburg             | 08237045 | Loßburg                  | 1770,08   | 3335                          | 48° 25′ 1″ N, 8° 25′ 57″ O  |
| 084511 | Lombach             | 08237045 | Loßburg                  | 705,75    | 673                           | 48° 25′ 44″ N, 8° 28′ 15″ O |
| 084512 | Schömberg           | 08237045 | Loßburg                  | 1493,25   | 378                           | 48° 24′ 22″ N, 8° 23′ 38″ O |
| 084513 | Sterneck            | 08237045 | Loßburg                  | 617,96    | 437                           | 48° 23′ 39″ N, 8° 29′ 45″ O |
| 084514 | Vierundzwanzig Höfe | 08237045 | Loßburg                  | 1360,36   | 269                           | 48° 22′ 12″ N, 8° 26′ 39″ O |
| 084515 | Wittendorf          | 08237045 | Loßburg                  | 938,43    | 1011                          | 48° 24′ 51″ N, 8° 29′ 42″ O |
| 084520 | Betzweiler          | 08237045 | Loßburg                  | 588,79    | 914                           | 48° 21′ 27″ N, 8° 28′ 30″ O |
| 084521 | Wälde               | 08237045 | Loßburg                  | 441,23    | 471                           | 48° 22′ 42″ N, 8° 28′ 23″ O |
| 084530 | Alpirsbach          | 08237002 | Alpirsbach               | 1422,36   | 3780                          | 48° 20′ 30″ N, 8° 24′ 16″ O |
| 084531 | Ehlenbogen          | 08237002 | Alpirsbach               | 899,79    | 446                           | 48° 22′ 37″ N, 8° 25′ 0″ O  |
| 084532 | Peterzell           | 08237002 | Alpirsbach               | 883,18    | 760                           | 48° 19′ 25″ N, 8° 27′ 20″ O |
| 084533 | Reinerzau           | 08237002 | Alpirsbach               | 2407,51   | 394                           | 48° 23′ 7″ N, 8° 21′ 51″ O  |
| 084534 | Reutin              | 08237002 | Alpirsbach               | 418,55    | 736                           | 48° 20′ 10″ N, 8° 26′ 32″ O |
| 084535 | Römlinsdorf         | 08237002 | Alpirsbach               | 418,52    | 356                           | 48° 19′ 30″ N, 8° 29′ 6″ O  |